# Подера
Подерою кривої відносно якої-небудь точки площини називається нова крива, що являє собою геометричне місце точок основ перпендикулярів, опущених з цієї точки на дотичні до заданої кривої. 

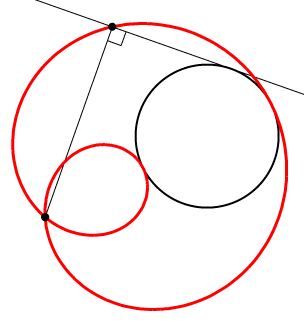
равлик Паскаля — подера кола

Для параметрично заданої кривої {\displaystyle (x(t),\;y(t))} подера {\displaystyle (X(t),\;Y(t))}відносно точки {\displaystyle (0,\;0)} задається рівняннями
{\displaystyle X={\frac {(xy'-yx')y'}{x'^{2}+y'^{2}}}}
{\displaystyle Y={\frac {(yx'-xy')x'}{x'^{2}+y'^{2}}}}

## Приклади
- Равлик Паскаля — подера кола.
- Трисектриса Маклорена — подера параболи.

## Інтернет-ресурси
- Weisstein, Eric W. Pedal Curve(англ.) на сайті Wolfram MathWorld.
- Weisstein, Eric W. Contrapedal Curve(англ.) на сайті Wolfram MathWorld.
- Weisstein, Eric W. Orthotomic(англ.) на сайті Wolfram MathWorld.